# Pan troglodytes verus
Sous-espèce
Statut de conservation UICN

 CR A4cd : 
En danger critique
Statut CITES
Le chimpanzé verus ou chimpanzé d'Afrique occidentale ou chimpanzé de l'Ouest (Pan troglodytes verus) est une sous-espèce du chimpanzé (Pan troglodytes). On le trouve principalement en Sierra-Leone et en Guinée mais sa présence s'étend aux pays voisins (Guinée-Bissau, Mali, Sénégal, Liberia, Côte d'Ivoire). La Côte d'Ivoire a perdu 90 % de sa population de chimpanzés en vingt ans. Le chimpanzé verus a perdu plus de 80 % de sa population en trois générations, principalement en raison de la destruction de son habitat, du trafic de bébés en tant qu'animal de compagnie et du trafic de viande de brousse.

## Description[2],[3]
C’est une des trois sous-espèces, peut-être quatre, de Chimpanzés vivant en Afrique. Elle mesure 63,5 à 90 cm (corps et tête) et n’a pas de queue (comme le reste des Hominoidea dont l'Homme fait partie). En moyenne la femelle pèse 30 kg et le mâle 35. C’est un grand singe robuste couvert de longs poils en touffes, sauf sur la face, les oreilles et certaines parties de l'abdomen. Les sourcils sont arrondis et le bord des narines est à peine relevé. Les fruits constituent environ la moitié de leur régime alimentaire, au côté des feuilles, écorces et brindilles. Les aliments d'origine animale vont des termites aux oiseaux, œufs et oisillons, ainsi parfois que quelques petits mammifères, singes compris. 
Les chimpanzés forment des communautés sociales de 15 à 20 individus au sein de vastes territoires défendus par les deux sexes, mais surtout par les mâles. Seules les femelles peuvent en franchir les frontières. La taille et la composition des groupes varient selon la présence de nourriture. Les mâles adultes tolèrent très mal les autres mâles adultes des communautés voisines. Les femelles immigrantes en œstrus sont généralement acceptées dans un groupe mais leurs petits peuvent être attaqués et tués. Les chimpanzés s'alimentent au petit matin et le soir, et se reposent le reste du jour. Chacun construit son nid dans les branches. Les mâles adultes coopèrent à la chasse aux singes. Les chimpanzés communiquent à la voix en utilisant plus de 30 cris différents et mettent en œuvre une grande variété de mimiques qui approchent le niveau de subtilité retrouvé chez l'homme..

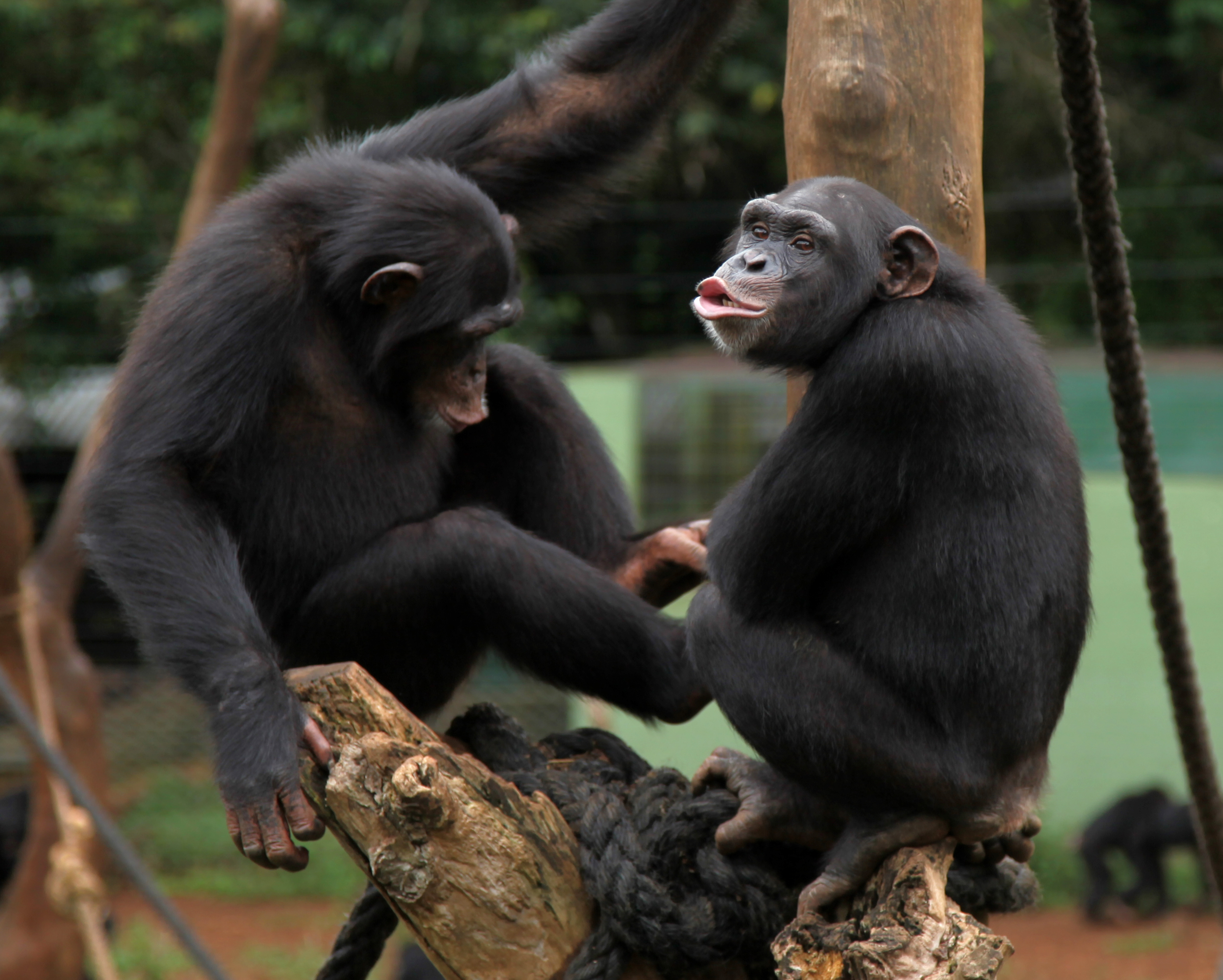
Chimpanzés d'Afrique occidentale, Western area forest reserve en Sierra Leone

## Classification
Le chimpanzé verus est une sous-espèce du chimpanzé (Pan troglodytes). Les autres sous-espèces sont le chimpanzé aux poils longs (Pan troglodytes schweinfurthii), le chimpanzé tschego (Pan troglodytes troglodytes) et le chimpanzé du Nigeria (Pan troglodytes vellerosus).

## Répartition et habitat

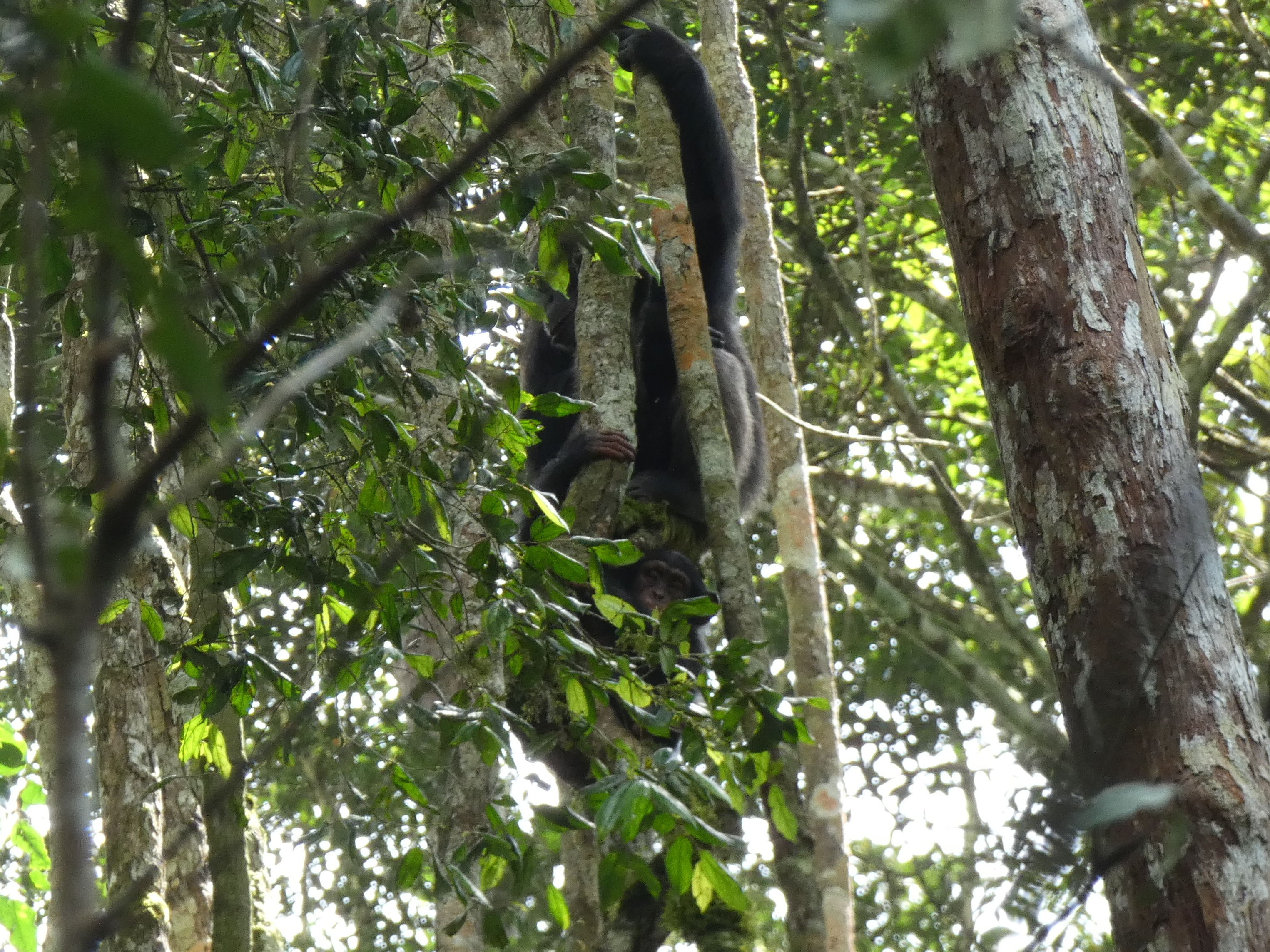
Pan troglodytes verus, parc national de Taï, Côte d'Ivoire

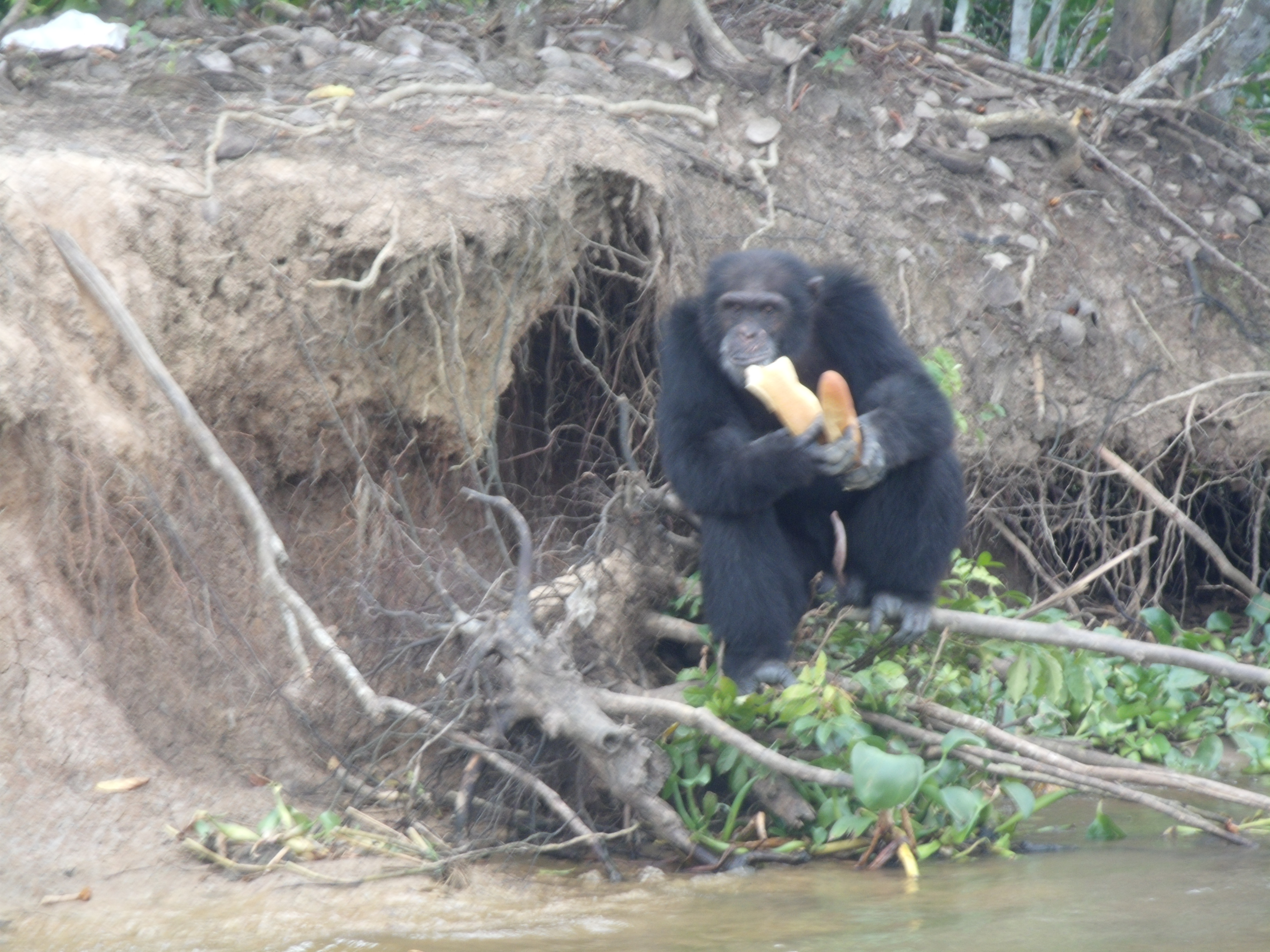
Chimpanzé de l'Afrique de l'Ouest, île aux chimpanzés à Grand-Lahou, Côte d'Ivoire

Selon l'UICN, le territoire du chimpanzé verus comprend la Côte d'Ivoire, le Ghana, la Guinée, la Guinée-Bissau, le Libéria, le Mali, le Sénégal et la Sierra Leone. Il est possiblement éteint au Bénin, au Burkina Faso et au Togo. Il est éteint en Gambie. On le retrouve en forêts pluvieuses et forêts galeries pénétrant dans la savane arborée, ainsi que les forêts de plaine et de montagne, avec une préférence pour les formations mixtes et pionnières, les zones denses et éloignées de la civilisation humaine. 

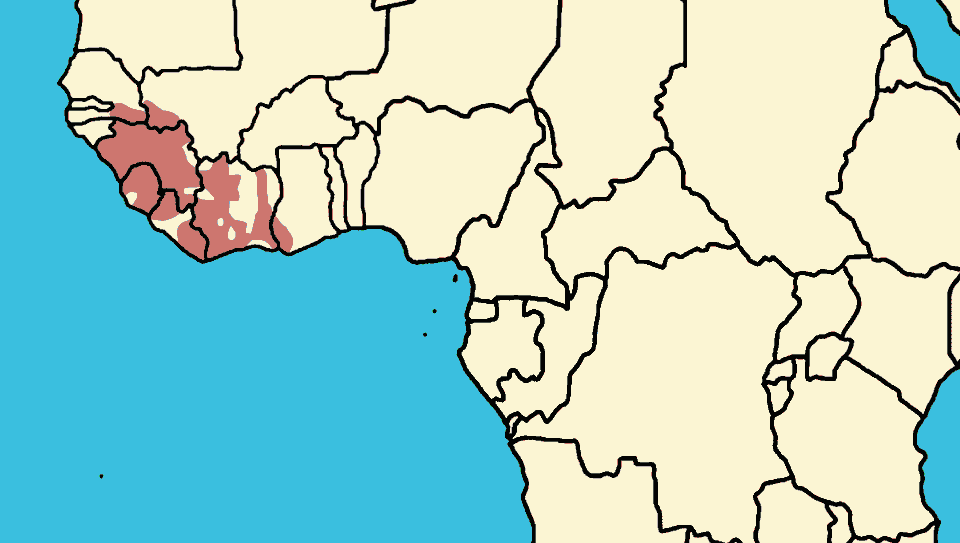
Répartition géographique de Pan troglodytes verus

Il vit dans la forêt tropicale sèche et la forêt tropicale humide.

## Menaces et conservation
Les menaces qui pèsent sur ce chimpanzé sont l'exploitation et la destruction de son habitat, le trafic de bébés, le trafic de viande de brousse, les maladies et la fragmentation de son habitat. L'espèce est en diminution constante.  
Ce grand singe est listé comme espèce en danger critique d'extinction depuis 2016 sur le site de l'UICN. Le chimpanzé verus est aussi une des 16 espèces de primates d'Afrique qui a été incluse entre 2000 et 2020 dans la liste des 25 primates les plus menacés au monde (2018). 